# Бага-Заря
Ба́га-Заря́ (бур. Бага Заряа — маленький ёж) — гора, расположенная в 3 км к югу-юго-востоку от села Зарубино Джидинского района Бурятии.

## Общие сведения

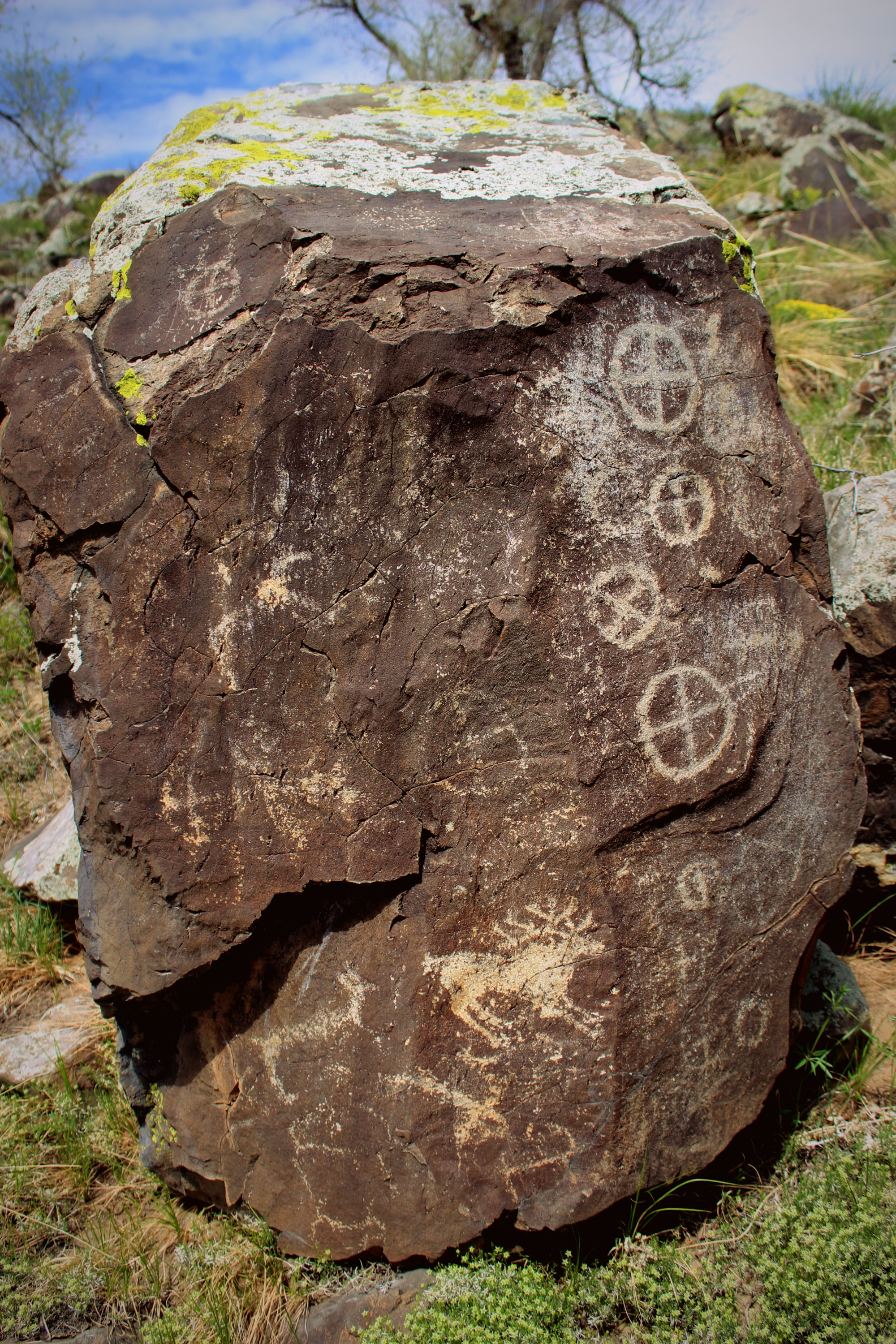
Петроглифы на горе Бага-Заря

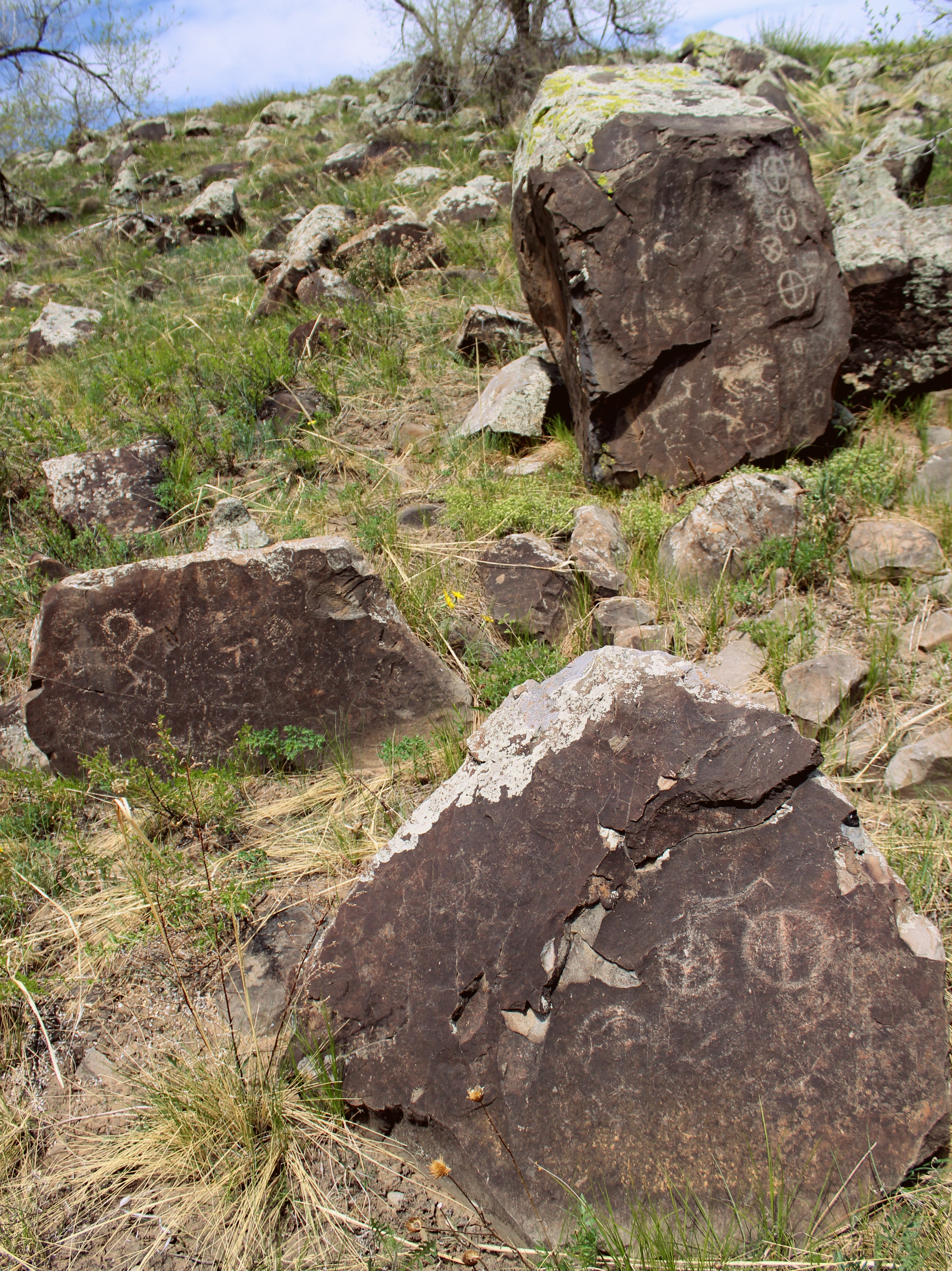
Багазаринские петроглифы

Бага-Заря — одно из самых замечательных местонахождений писаниц (петроглифов) в Юго-Западном Забайкалье.
Когда они были обнаружены в 1948 году, насчитывалось более 150 наскальных рисунков, сейчас осталось не более 50-ти. На скалах и отдельных камнях серого гранита были изображены в стилизованной манере козлы с крутозагнутыми рогами, олени, лани, верблюды, кабаны, рыбы и целые сцены охоты. Все рисунки были высечены резцом. Со всех писаниц Бага-Зари в 1948 году были сняты эстампажи. Изображения более 80-ти писаниц хранятся в библиотеке села.

## Археологические памятники
Бага-Заря I — петроглифы (бронзовый век).  
Находятся в 3 км к югу-юго-востоку от села к западу от железной дороги на горе Бага-Заря. На плоскостях были выбиты изображения козлов, оленей, верблюдов, солярные знаки, схематические человеческие фигуры и др. Всего зафиксированы 84 рисунка, в настоящее время сохранились не более 10.
Открыты в 1948 г. Р. Ф. Тугутовым. В 1949 году и последующие годы неоднократно посещал А. П. Окладников. В 1977 году — группа по инвентаризации (рук. Е. А. Хамзина). 
Бага-Заря II — могильник (средневековье).

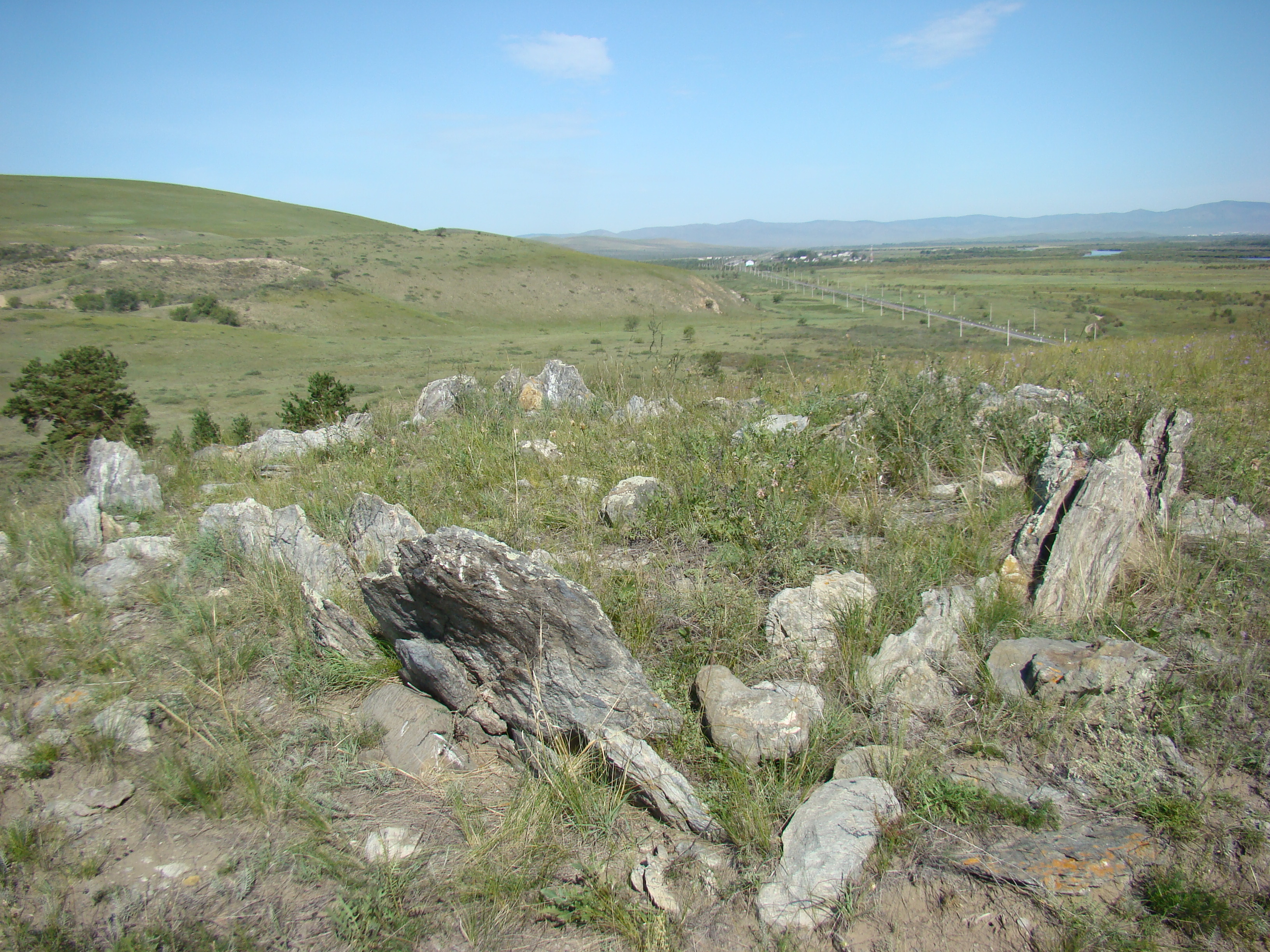
Плиточная могила на горе Бага-Заря-2. На заднем плане — станция Хужир.

Находится в 3,5-3,7 км к югу-юго-востоку от села, в 0,7 км юго-восточнее петроглифов, в 0,3 км западнее железной дороги, среди песчаных увалов. Количество кладок не определено.
Памятник открыт в 1992 году группой по инвентаризации (рук. С. В. Данилов).

## Описание петроглифов на горе Бага-Заря
Объект культурного наследия народов РФ федерального значения. Рег. № 031640534240006 (ЕГРОКН). Объект № 0400279000 (БД Викигида)
Рисунок 1. На тёмно-серой поверхности камня, обращенной на юго-восток, выдолблено или выцарапано относительно светлое изображение круга (диаметр — 6 см), пересеченного крестом, и несколько левее его (в 8 см) — круга с семью лучами. Обратная сторона камня покрыта зеленовато-серой корой лишайников.
Рисунок 2. Камень, на котором расположен этот рисунок, находится на южном склоне горы. На его потрескавшейся тёмно-серой поверхности выдолблены изображения двух животных без рогов, длиной в 13 и 11 см, расположенных одно за другим и напоминающих лошадей.
Как и на всех остальных писаных камнях, изображения исполнены сплошным снятием тончайшего верхнего слоя породы камня, заключённого внутри контуров изображения, так что получается силуэтный рисунок.
Рисунок 3. Камень с рисунком расположен юго-восточнее в направлении от камня с рис. 2. На его юго-восточной поверхности, более тёмной, чем весь камень (покрытый лишаём), выцарапано неясное изображение пересеченного четырёхугольника в виде «пряжки», левее и выше которого находятся следы какого-то другого стёршегося изображения.

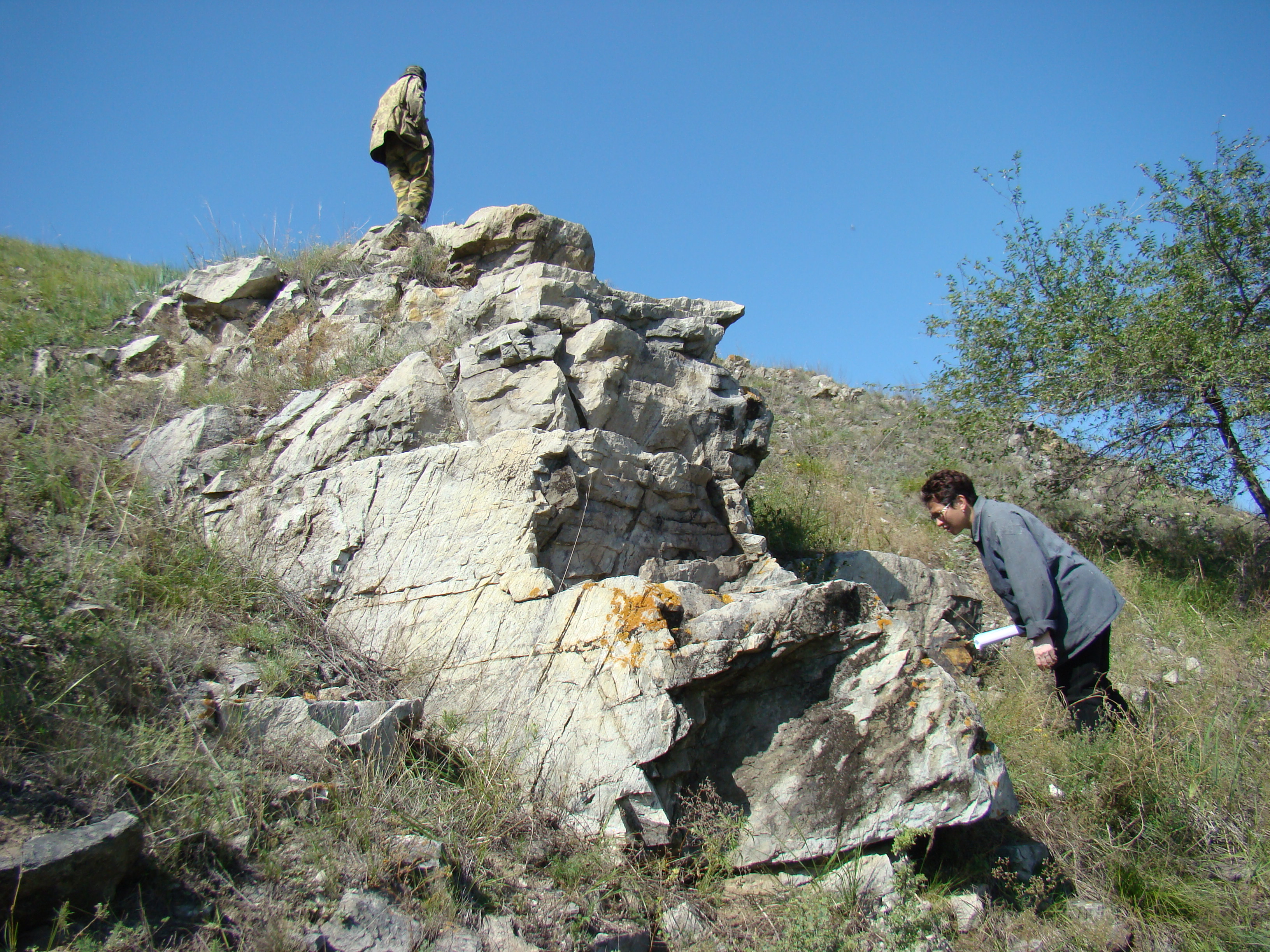
Руководитель библиотеки Татьяна Зарубина проводит для журналистов археологическую экскурсию на горе Бага-Заря

Рисунок 4. В правом верхнем углу камня имеется изображение какого-то животного, быть может, лисы с двумя торчащими ушками и вытянутым хвостом. Ног — четыре. Изображение реалистично.
В левой нижней половине рисунка — ряд косо пересекающихся линий.
Рисунок 5. Камень с рисунком расположен на склоне холма. На его поверхности находится неразборчивый рисунок из резных линий, в том числе голова лошади.
Рисунок 6. На южной тёмной стороне, на площади 60x30 см, находится композиция из восьми выбитых животных. Изображения двух из них фрагментарны. Расположены они по вертикали. Третье животное сверху и животные, находящиеся в нижнем правом углу композиции, очень напоминают маленьких оленей: у них небольшие, круглые ушки и плавно очерченные туловища. О видовой принадлежности остальных животных судить трудно.
Рисунок 7. На южной плоскости камня, лежащего рядом с камнем, описанным выше, изображено животное, напоминающее кабана, если бы не было у него рога. Длина изображения — 17 см.
Рисунок 8. Два животных, размещенных по вертикали, одно над другим. Нижнее животное сохранилось полностью — это, очевидно, лань, повёрнутая вправо. У неё обозначены две стройные ножки, два аккуратных ушка. На месте крупа — спиралеобразный завиток. У верхнего животного хвост и голова не сохранились.

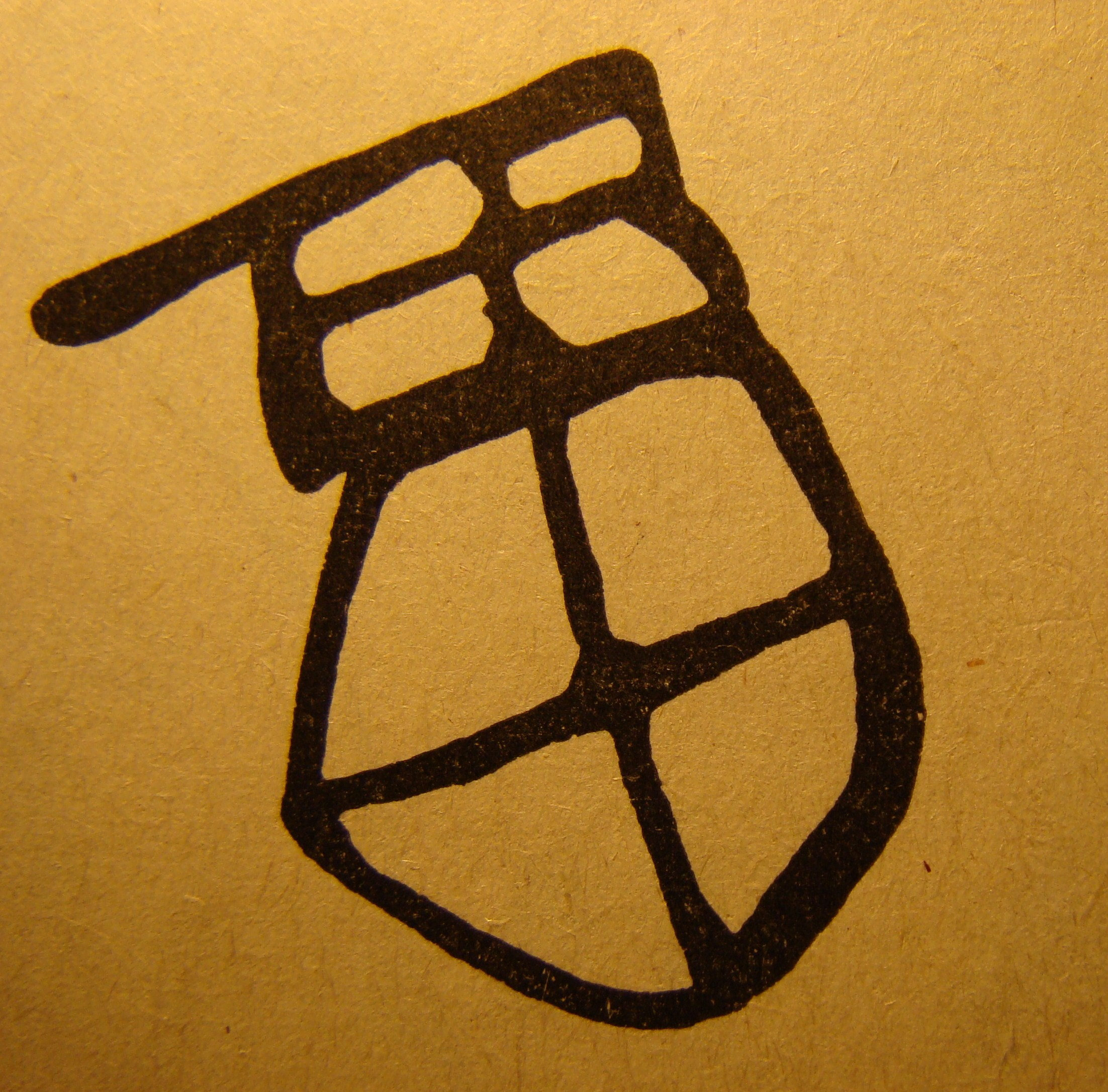
Солярный знак (рис. 11)

Рисунок 9. Камень расположен на южном склоне холма. Размер его — 70×60×20 см. На южной стороне камня изображен круг, пересеченный крестом. Справа от него — животное.
Рисунок 10. В правой половине камня изображен козлик с двумя стройными ножками и рогом, круто загнутым на спину. В левой части камня — несколько резных линий, дугообразных и прямых.
Рисунок 11. На гладкой, слегка потрескавшейся поверхности камня высечены изображения, напоминающие фигуру животного и солярные знаки.
Рисунок 12. На южной тёмной поверхности камня, расположенного в 6 шагах вверх по склону от камня, описанного выше, различается нарушенное временем изображение животного (без головы).
Рисунок 13. На южной стороне камня изображены два круга, левый из них с «рукояткой».
Рисунок 14. Камень с этим рисунком стоит «на попа», в весьма неустойчивом положении. Внизу — едва различимое изображение какого-то животного. Эстампаж не снят. Вверху — круг с крестообразно пересекающимися линиями внутри.
Рисунок 15. На большом камне, выступающем из земли на 60 см, изображена крестовидная фигура.
Рисунок 16. На камне изображен круг, пересеченный крестообразно.
Рисунок 17. На обветреной стороне камня, обращенной к небу, изображена композиция из пяти животных. В левой части рисунка выбиты два олешка, помещенных друг над другом, и два козлика, идущих один за другим. У них по две ноги и крутые, спиралевидные рога. В правом нижнем углу выбито животное с мордой округлых очертаний, двумя ушками и палкообразным хвостом, закинутым на спину. У животного обозначены две ноги. В правой же части рисунка намечены три резные окружности и нанесен ряд резных линий.
Рисунок 18. Схематичное изображение животного и человека (?).

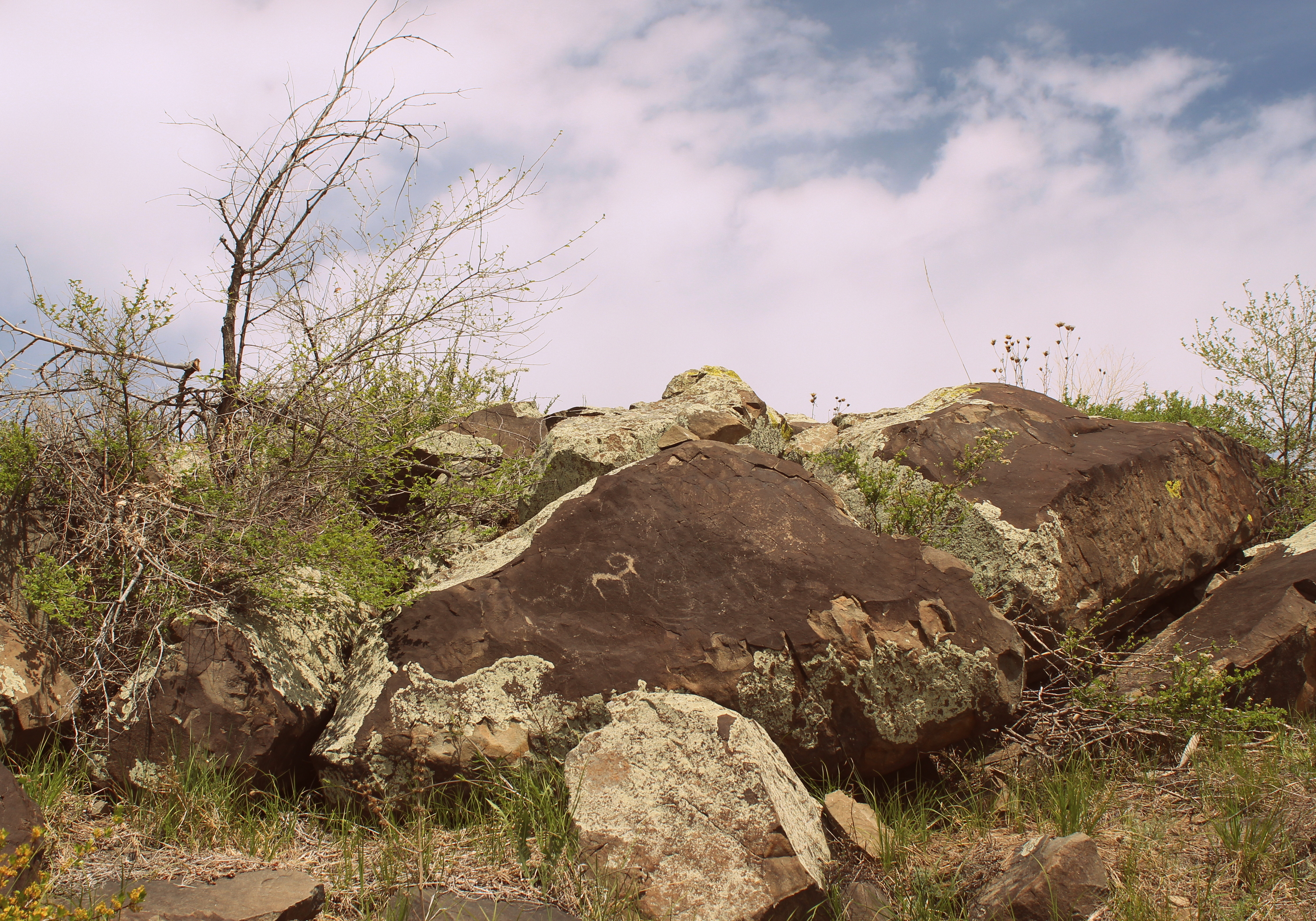
Камни с петроглифами на горе Бага-Заря. Восточная Сибирь. Бурятия

Рисунок 19. На южной стороне камня изображен круг с отростком, раздвоенным на конце. А на верхней горизонтальной плоскости высечено резцом изображение следа конского копыта. В связи с этим изображением уместно упомянуть здесь о легенде, записанной со слов старика Улумбунова из местности «Били», рассказывающей о том, что во время охоты Чингисхана за лисицей-огневкой его конь оставил на камне горы Бага-Заря след от копыта гигантских размеров.
Рисунок 20. На небольшом камне, находящемся на южном склоне холма, выбита очень динамичная фигура идущего лося: передняя нога его согнута в колене и поднята кверху. Задняя часть фигуры повреждена лишайником.
Рисунок 21. На камне изображен крестообразно перечеркнутый круг.
Рисунок 22. Композиция представляет собой изображение трёх животных, одно из которых с всадником на спине. Последнее выполнено точечной выбивкой, два первых животных резные. У животного с всадником вытянутая морда, два крупных, торчащих уха, четыре ноги и маленький, поднятый кверху хвост. Всадник обозначен весьма схематически, голова его разрушена.
Рисунок 23. Рисунок изображает двух круторогих козлов, бегущих друг за другом. Позади первого — резные круги с пересекающимися внутри линиями.
Рисунок 24. Рисунок расположен на камне, являющемся выходом скалы и потому несильно выступающем наружу.
В нижней части камня выбит лось с очень выразительной «короной» на голове и небольшим хвостиком. Обозначены четыре ноги. В правом верхнем углу композиции выбита концентрическая окружность с двумя пересекающими её через центр линиями. Под нею — голова лося с развилкой рогов, обращенная вправо, и фрагмент животного (ушки и часть спины) со следами шлифовки.
Кроме того, в верхней части рисунка прослеживаются резные линии, нанесенные бессистемно.
Рисунок 25. На чёрной поверхности камня выбито изображение козла, повёрнутое вправо, с двумя плавно опускающимися на спину рогами. Обозначено три ноги. Сзади козла вырезаны круг с крестом внутри и несколько пересекающихся линий.

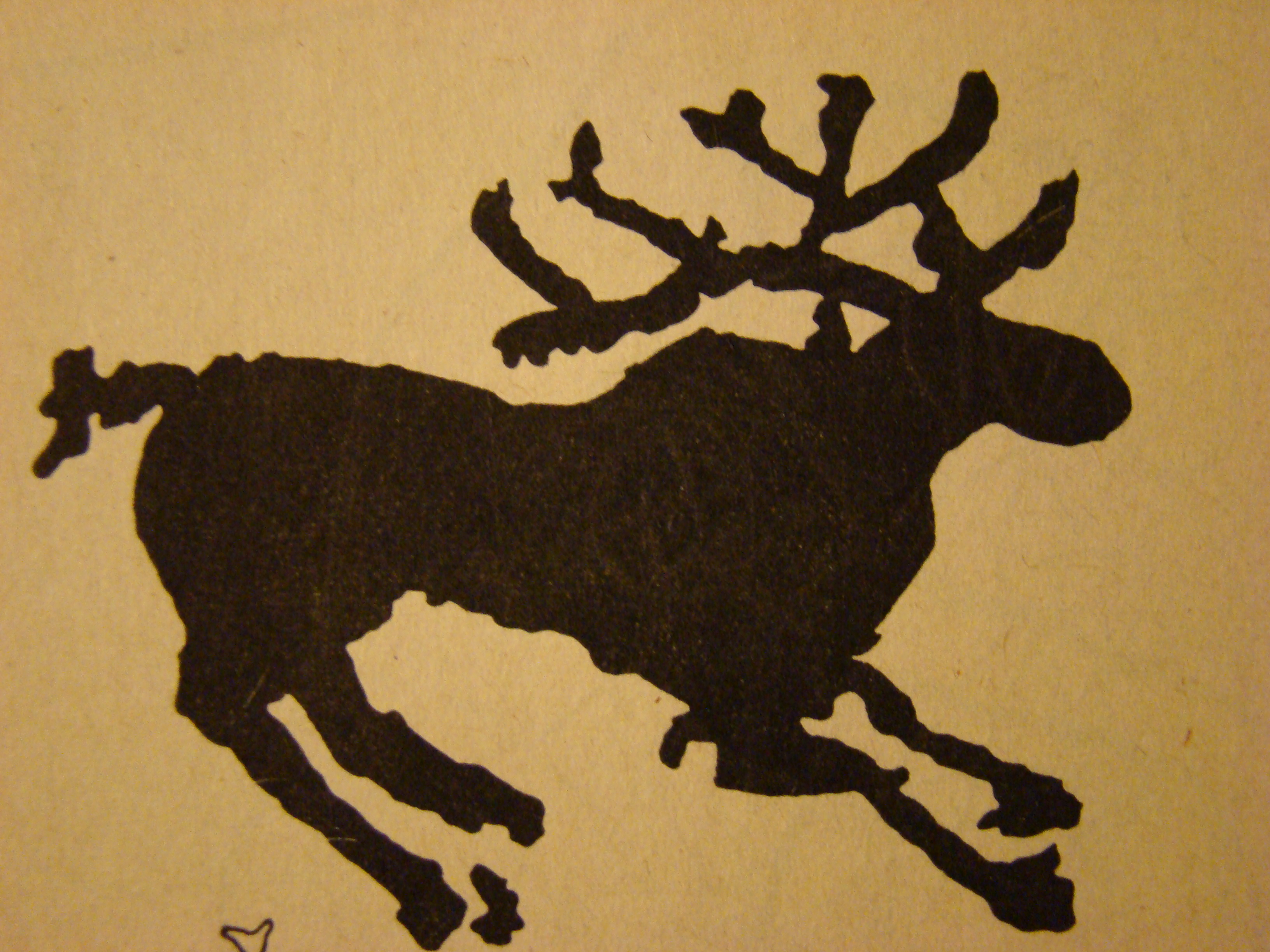
Изображение оленя на скалах горы Бага-Заря (рис. 28)

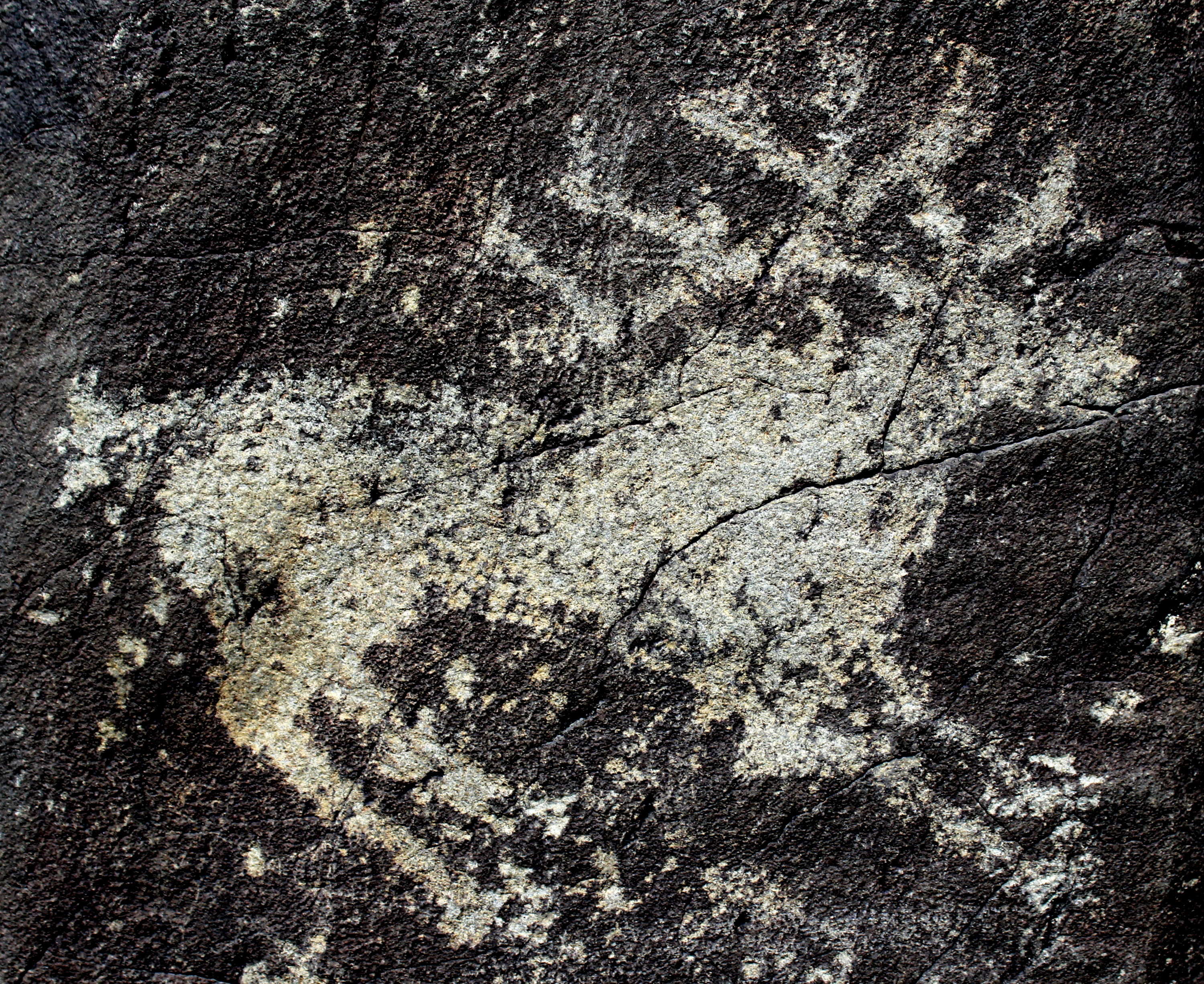
Олень

Медитирующий лама (рис. 31)

Рисунок 26. На тёмно-серой стороне камня изображены два круга, перечеркнутые крестами, а над ними — какое-то животное, повёрнутое вправо.
Рисунок 27. В нескольких шагах к западу от камня, на котором находится рис. 25, на выступающем из склона горы в виде плоской плиты камне изображен козел, а под ним и над ним — по кругу с крестом, справа изображено нечто вроде человеческой фигуры, опять-таки с солярным знаком.
Рисунок 28. Самый обильный комплекс петроглифов расположен на громадном камне тёмно-серого песчаника (или гранита плотной мелкозернистой структуры), размером 1,3x1,2x1 м, стоящем вертикально на склоне горы. Сверху с восточной стороны и сзади камень оброс лишайником светло-зелёного цвета.
Рисунки располагаются следующим образом сверху вниз. Вверху — круг с крестом внутри и прямоугольник с пересекающей его через центр линией; затем слева изображен круторогий козлёнок на двух ножках; под ним — неопределимая фигура и круг с вертикальной линией внутри: правее — четыре попарно размещенные окружности, две из них крестообразно пересечены внутри.
Ниже, под трещиной, — олень с ветвистыми рогами и четырьмя ножками, он изображен как бы в состоянии прыжка; сзади за ним выбито животное с двумя небольшими ушками, коротенькой, тупой мордой и хвостом, размеры и формы которого определить трудно, так как он сильно разрушен временем.
В нижней части композиции изображены два небольших животных: первое — козлик с рогом, у второго животного четко видны два ушка и небольшой хвостик, поднятый кверху. Там же лёгкой выбивкой намечены ещё две фигуры животных.
Вся правая плоскость камня вверху заполнена кругами различной величины, их девять, некоторые из них перечёркнуты крестообразными линиями.
Рисунок 29. На камне, выступающем из земли на высоту 0,5 м, выбиты три круга с крестами внутри.
Рисунок 30. Группа из двух выбитых животных.
Над головой животного, находящегося в нижнем углу композиции, выбиты изображение, очень напоминающее собой олений рог, и ряд резных линий вертикальной направленности.
Рисунок 31. Камень, на котором размещена эта, быть может, самая крупная из всех композиция, находится на юго-западном склоне холма. Трещинами он делится на две части — верхнюю и нижнюю. По технике нанесения на поверхность камня рисунки делятся на выбитые и резные.
Самая выразительная группа выбитых рисунков размещается на нижней половине камня. Это прежде всего очень правильной формы круг диаметром 30 см с крестом внутри. Выше и левее этого круга выбит ещё один точно такой же круг, только меньших размеров. В левой и правой части нижней композиции изображено по фигуре животного: слева — козел с дугообразно выгнутым туловищем и рогом, закинутым назад, справа — плохо сохранившаяся фигура лошади.
Поверх описанных рисунков имеется большое количество рисунков резных: линий, ориентированных строго вертикально, горизонтально, размещенных хаотически, изображающих двойные петли и окружности, рога оленей.
В верхней части камня поверх пяти выбитых кругов нанесены фигура буддийского (?) божества, резные окружности и множество прямых линий без строгой ориентации.

Солярный и лунарный знаки (рис. 32)

Рисунок 32. На камне изображен круг с крестом и полумесяц.
Рисунок 33. Камень находится на юго-западном склоне холма. Поверх двух выбитых изображений животных нанесены резные тибетские письмена, круги и просто линии без строгой ориентации. Верхнее животное — козел с большим рогом, нижнее — выбитый желобком олень с развилкой рогов и двумя ногами.
Рисунок 34. На камне выбит козлик с крутым завитком рога, а перед ним выбиты пятна в виде кругов. Вверху — резные линии.
Рисунок 35. На камне изображен круг, пересеченный вертикальной линией.
Рисунок 36. На камне высечен круг с крестом.
Рисунок 37. Камень с рисунком расколот на четыре части. Внизу видно изображение человека, рядом с ним, слева, — большой круг, перечеркнутый крестообразно. В левом верхнем углу изображены козел с рогами и круг с крестом над ним. Остальная часть плоскости заполнена солярными знаками в виде кругов и овалов. Внизу слева — фрагмент какого-то рисунка.

Изображение горного козла и солярного знака над ним (рис. 39)

Рисунок 38. Поверх фрагментарно сохранившегося круга с пересекающимися углом линиями внутри него нанесены резное изображение человека с поднятыми руками и большое количество линий. В правом верхнем углу композиции — ещё одно резное изображение человека. Быть может, это буддийские злые духи, изображения которых всегда скелетообразны, что характерно и для фигур, упомянутых выше.
Рисунок 39. Рисунок, выбитый широким желобком, изображает горного козла и правильной формы круг над ним. У козла вытянутая вверх, маленькая головка и круто загнутый на спину спиралевидный рог. Обозначено четыре ноги. Сзади виден характерный маленький хвостик. Туловище животного пересечено тремя вертикальными линиями.
Рисунок 40. На камне изображен человек над оленем.
Рисунок 41. На камне, находящемся на юго-западном склоне холма, изображены два стоящих друг против друга козла. В правом углу композиции — крестообразно перечеркнутый круг.
Рисунок 42. На камне изображено животное длиной 60 см, у него четко очерчено бедро задней ноги, несколько приподнят круп и тщательно выбит спиралеобразный рог. Под фигурой животного и позади неё прочерчены ряд хаотических линий, фигура какого-то животного и силуэт антропоморфного существа, над которым вырезан круг.
Рисунок 43. На камне изображен козлик с крутым рогом и двумя ножками, повёрнутый вправо, слева от него — животное с вытянутой мордой, двумя маленькими ушками и длинным хвостом.
Рисунок 44. На камне изображен козел.

Человек с рогами, эстампаж (рис. 48)

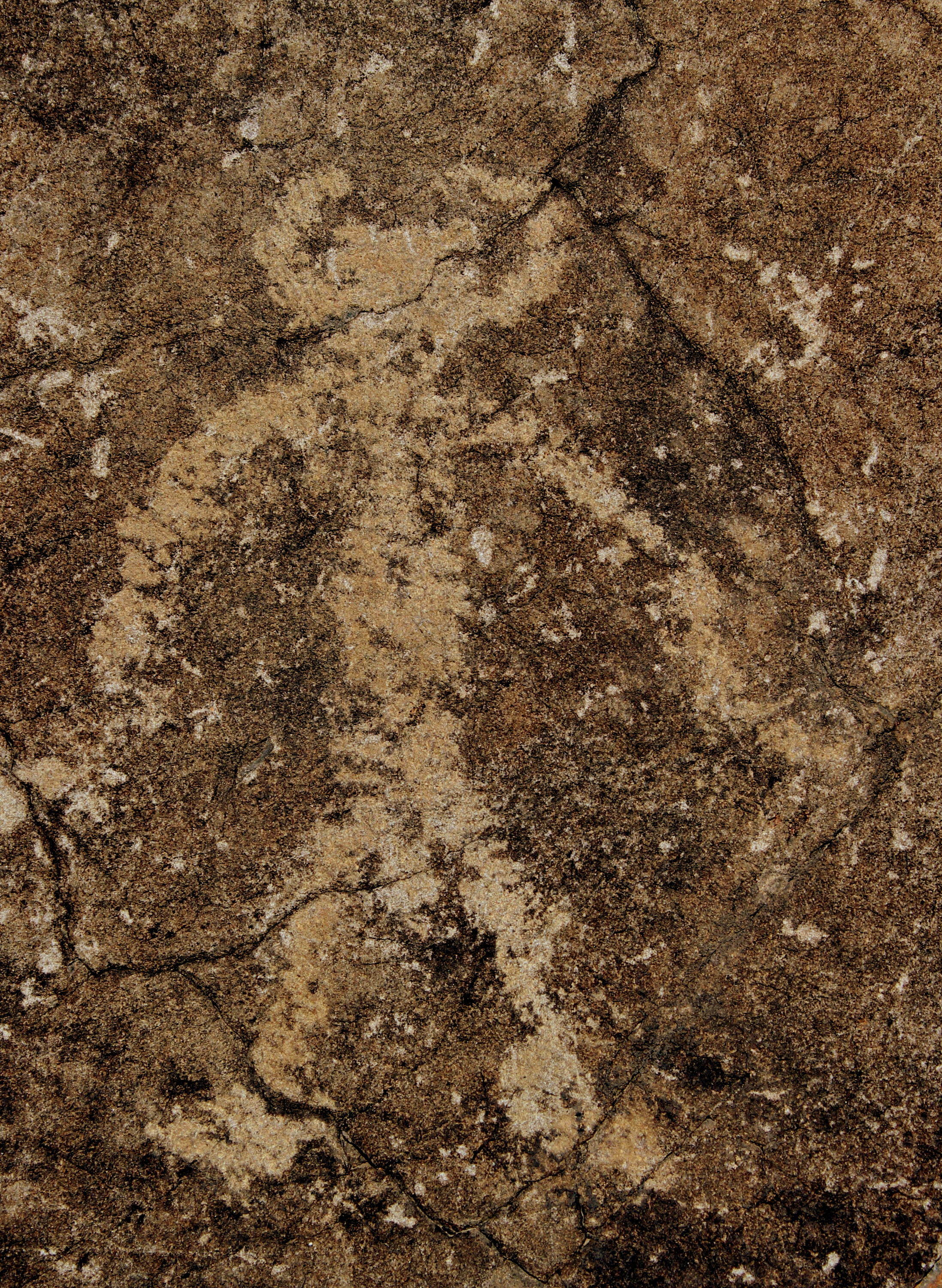
Человек с рогами, петроглиф

Рисунок 45. Рисунок представляет собой композицию из восьми выбитых фигур козликов, повёрнутых вправо. Стилистически все они выполнены очень похоже. У всех по одному спиралеобразному рогу и обозначено одно небольшое ушко.
В правой части рисунка выбит круг. Вся поверхность камня поверх выбитых животных заполнена резными линиями.
Рисунок 46. На тёмном фоне камня изображен козел.
Рисунок 47. Камень лежит вниз по склону от камня с рис. 41, на высоте 2 м от вершины горы. Камень треснул. Изображен олень и солярный круг.
Рисунок 48. В центре камня выбита фаллическая антропоморфная фигура с двумя дугообразными рогами на голове, напоминающими шаманский головной убор, и с подчеркнуто узкой талией.
Вся окружающая человечка поверхность камня заполнена прочерченными короткими линиями, расположенными хаотически.
Рисунок 49. Слева на камне выбита голова и шея круторогого козла. Чуть ниже неё — вытянутый по горизонтали овал. Правая часть камня заполнена большим количеством резных линий.
Рисунок 50. На камне высечено изображение животного.
Рисунок 51. Камень, на котором располагается эта композиция, находится почти на вершине горы. В правой половине композиции выбито очень реалистическое изображение двугорбого верблюда. Кроме верблюда, имеются ещё три круторогих козла. Поверх выбитых рисунков без четкой ориентации нанесены большое количество прямых линий и четыре небольших круга, а в правом верхнем углу вырезаны окружность и линии, радиально пересекающиеся из её центра. На нижнюю часть окружности и некоторые линии нанесены мелкими точками выбоины.
Рисунок 52. Камень с рисунком лежит почти на вершине холма. На нём изображены два козла и два круга под ними.
Рисунок 53. На камне пунктирными выбоинами изображен козел, у которого обозначен один рог.

Наскальное изображение всадника (рис. 60)

Рисунок 54. На камне высечены два круга; правый из них с рукояткой (напоминает зеркало).
Рисунок 55. Изображение, высеченное на камне, может быть истолковано как фигура животного. Слева — выступ в виде трости.
Рисунок 56. Изображает трёх небольших животных, расположенных друг под другом. Два верхних, — очевидно, козлики: у них характерные рожки, загнутые на спину; у нижнего животного рога короткие и прямые. У всех животных обозначено по две ножки.
Рисунок 57. Рисунок из резных линий.
Рисунок 58. Небольшая по размерам фигура двугорбого верблюда. Обозначено четыре ноги.
Рисунок 59. Два круга, выбитых рядом. У правого круга два отростка.
Рисунок 60. Два скачущих животных, повёрнутых вправо, выполненных сплошной выбивкой, расположенных одно над другим. На их спинах сидят всадники. Окружающая плоскость камня заполнена резными линиями.
Рисунок 61. Резное изображение козла, выполненное весьма условно.
Рисунок 62. Изображены два оленя с ветвистыми рогами. У верхнего две ноги, у нижнего четыре.
Рисунок 63. Камень лежит почти на вершине холма, в западной его части. Рисунок резной, изображает животное, повёрнутое головой вправо. Туловище его пересечено рядом горизонтально направленных линий. Кроме того, на рисунке имеется ещё девять вертикальных линий, но часть из них должна означать, вероятно, ноги и хвост животного, а три из них, проходящие через середину туловища, означают, по-видимому, всадника.
Рисунок 64. Стилистически и по технике исполнения рисунок этот очень близок предыдущему. Это резное животное (ноги его не сохранились), обращенное мордой вправо. Тело животного заполнено косо пересекающимися резными линиями.
Рисунок 65. Верблюд, выбитый контурной полоской. В центре его — голова козла с маленьким ухом и слегка изогнутым рогом. Голову верблюда пересекает хорошо прошлифованный желобок.

Изображение верблюда на багазаринских писаницах (рис. 67)

Рисунок 66. Рисунок из резных линий, центральная часть которого напоминает верхнюю часть туловища человека в монгольском головном уборе. На антропоморфную фигуру накладывается резное изображение козла. В левой части композиции — круг с тремя пересекающимися линиями. В правой части выбито небольшое животное.
Рисунок 67. Два верблюда, выбиты один за другим. На головах у них обозначено по одному ушку, короткие хвостики загнуты кверху, у верблюдов по две ноги. У правого верблюда ноги сохранились не полностью.
Рисунок 68. На большом камне выбиты четыре фигуры животных. Первое животное — козел с четко очерченным рогом, закинутым на спину. Под головой животного — круг с крестом внутри, около задней ноги — резной круг и группа резных линий. Следом за ним изображено второе животное, напоминающее лань, с двумя аккуратными ушками и маленьким характерным хвостом. Под ними — ещё один козлик, хуже сохранившийся, повёрнутый так же, как верхние животные, влево. В правой части композиции изображено четвёртое животное — круторогий козлик, повёрнутый вправо.
Рисунок 69. Линейное изображение лошади. Лучше сохранилась передняя часть.
Рисунок 70. Композиция из двух животных, выбитых одно за другим, и круга перед ними. Животное, помещенное в левой части композиции, — маленький козлик с крутым рожком и четырьмя ногами. Перед ним, правее, — животное, сохранившееся фрагментарно (передняя часть туловища). У него вытянутая морда и два коротких, прямых уха.
Рисунок 71. На очень небольшой вертикальной плоскости камня, заросшей лишайником, выбиты передняя нога и голова лося с ветвистыми рогами, впереди — ещё один лось.
Рисунок 72. Фрагменты резных окружностей. Прямые линии, проведённые в основном в горизонтальном и вертикальном направлениях.
Рисунок 73. Четыре резные окружности (одна — полностью, три — фрагментарно) с линиями, пересекающими их через центр.
Рисунок 74. Композиция из резных линий, нанесенных без определённой ориентации, и четырёх окружностей, изображенных фрагментарно.

Изображение животных и нераспознанного знака (рис. 84)

Рисунок 75. Композиция из резных линий. Силуэт, образуемый двумя прямыми линиями, идущими наклонно друг к другу и пересекающимися вверху, очень напоминает чум. Остальные линии нанесены в разных направлениях.
Рисунок 76. Изображение оленя, повёрнутого головой вправо, выполненное сплошной выбивкой. Довольно грузное туловище, две ноги, на голове ветвистые рога. Перед оленем — группа резных линий: две дугообразные, идущие параллельно друг другу, и две пересекающие их косо.
Рисунок 77. Рисунок представляет собой изображение животных и солярного знака. Два животных сходного облика помещены друг над другом. У них довольно вытянутые морды, обозначено по два уха, по две ноги, сзади изображены суживающиеся к концу длинные хвосты.
В правом нижнем углу изображено маленькое животное с короткой, круглой головкой и длинным хвостом.
Рисунок 78. В левом углу композиции — два выбитых круторогих козла. Есть также круги, у двух из них внутри — перекрещивающиеся линии. Поверх описанных рисунков нанесены резные линии, идущие в основном в горизонтальном направлении.
Рисунок 79. Два круга, правый из них с отростком, идущим вниз.
Рисунок 80. Правильной формы круг с четырьмя раздвоенными на концах отростками.
Рисунок 81. Две «ёлочки» из резных линий.
Рисунок 82. Три животных, выполненных выбивкой: два волка, один за другим, устремлены к третьему животному, очевидно, маленькому олешку, изображение которого находится в правом углу композиции.
Рисунок 83. Три животных, одно над другим, повёрнутых мордами вправо. Верхнее, — очевидно, оленёнок с маленьким хвостиком и двумя длинными ушками. У животного, расположенного ниже, вытянутая морда на длинной шее, два ушка и вытянутый хвост. Самое нижнее животное напоминает кабана.
Рисунок 84. Камень с рисунком лежит на самой вершине холма, в его западной части.
В левой части рисунка выбито большое, незамкнутое пятно вытянутой, овальной формы, разделённое посередине двумя горизонтальными полосками. Правее — фигуры двух животных, одна над другой. Верхняя фигура обрисована очень схематически: две короткие ножки, палкообразно вытянутое туловище, шея и голова животного изображены в виде Т-образного отростка, прямо над ним выбит ещё такой же отросток, только в два раза больший.
У второго животного морда плавных очертаний, небольшой рог и круто выгнутая спина. Нижняя часть туловища не сохранилась.
Справа от описанных выбитых рисунков — группа резных линий.

### Документы о принятии памятников на государственную охрану
- № 624 — Постановление Совета Министров РСФСР от 04.12.74 г.
- № 379 — Постановление Совета Министров Бурятской АССР от 29.09.71 г.
- № 134 — Постановление Совета Министров Бурятской АССР от 26.05.83 г.
- № 242 — Постановление Правительства Республики Бурятия от 09.07.96 г.
- № 337 — Постановление Правительства Республики Бурятия от 28.09.01г.

### Исторические источники
- Тугутов Р. Ф. Наскальные изображения в Кяхтинском аймаке // Записки Бурят-Монгольского научно-исследовательского института культуры, XII. — Улан-Удэ, 1951
- Диков Н. Н. Бронзовый век Забайкалья. — Улан-Удэ, 1958
- Окладников А. П. Палеолит Забайкалья // Археологический сборник, I. — Улан-Удэ, 1959
- Окладников А. П., Запорожская В. Д. Петроглифы Забайкалья. — Л., 1969. — Ч 1
- Окладников А. П., Запорожская В. Д. Петроглифы Забайкалья. — Л., 1970. — Ч 2
- Окладников А. П. История и культура Бурятии. Сборник статей. — Улан-Удэ: Бурятское книжн. изд-во, 1976. — С. 272
- Тиваненко А. В. Древнее наскальное искусство Бурятии: новые памятники. — Новосибирск, 1990
- Тиваненко А. В. Древние святилища Восточной Сибири в эпоху раннего средневековья. — Новосибирск, 1994
- Лбова Л. В., Хамзина Е. А. Древности Бурятии: карта археологических памятников. — Улан-Удэ, 1999
- Цыбиктаров В. А. Петроглифы Забайкалья (вопросы формирования источниковой базы, историографии и культурно-исторической интерпретации)//Автореферат на соискание учёной степени кандидата исторических наук. — Новосибирск, 2006

### СМИ
- Диков Н. Писаницы горы Бага-Зараа // Бурят-Монгольская правда, 19 сентября 1948 г.
- Тугутов Р. Ф. Наскальные изображения в Кяхтинском аймаке // Знамя Ленина № 91 (2913), 27 июля 1958 г.
- Аркадий Зарубин. Клондайк для селян // Байкал-гид, март 2010 г.

## Карты
- Лист карты M-48-57 Кяхта. Масштаб: 1 : 100 000. Состояние местности на 1968 год. Издание 1982 г.